# 楊沛
楊 沛（よう はい、生没年不詳）は、中国後漢末期から三国時代魏の政治家。字は孔渠。馮翊郡万年県の人。『魏略』では賈逵・李孚とともに立伝されていた。

## 生涯
初平年間（190年〜194年）に公府の史令に、転じて新鄭の長に任じられた。
興平の末ごろ、飢餓に苦しむ農民たちに策を授けて飢えを止め、むしろ穀物を千石程度を備蓄させた。曹操が兗州刺史として天子を奉戴しに向かう途中に曹操ら千人余りの食料が尽きた。ちょうど新鄭を通ったときだったので、楊沛は曹操に謁して備蓄の食料を振舞った。曹操は大いに喜んだという。
曹操が朝廷を牛耳ることになると楊沛は長社の令に昇進した。当時、曹洪の食客が県の境におり、規則通りの納税をしなかった。楊沛はまずその者の脚を叩き折り、結局殺してしまった。これを知った曹操は楊沛を有能だと判断した。九江・東平・楽安の太守を歴任し、いずれの地でも治績を上げた。
曹操は遠征で譙にいた際、鄴で禁令を無視するものが多いと聞き及んだので鄴の令を選出した。厳格有能な点において楊沛に及ぶ者はないと考え、曹操は督軍と揉めて髠刑（髪を剃る刑罰）五年に処されていた楊沛を抜擢した。曹操が楊沛に問うて曰く「どうやって鄴を治めるか」楊沛、「心力を尽くして法律を徹底させます」。曹操はこれを聞いて満足し、振り返って周りの人々に言った、「諸君、この男は手ごわい」。そして曹操は楊沛を激励するのと以前の恩を返すため、奴隷十人と絹百匹を与えた。
楊沛が鄴に着任するより前に楊沛の名を畏れた曹洪・劉勲などは人を走らせて自らが養う食客に品行を改めるように通達した。楊沛は鄴の令を数年務め、功績と能力によって護羌校尉に転任した。
建安16年（211年）、馬超征伐に従軍した。孟津の渡河作戦を指揮した。曹操が渡り終えて他の諸将がまだ渡り終えていないときに、既に渡っていた中黄門（宦官）が忘れものがあったのでひっそりと引き返して取りに行き、それを持って役人に小舟を要求して先に一人で渡ろうとした。役人は承知せず、諍いが起こった。楊沛が黄門に書付の有無を尋ねると、黄門は持っていないと答えた。楊沛は腹を立てて言った「どうしてお前が逃げ出さないとわかるのか」。楊沛は人に黄門を拘束させ、杖を与えて殴らせようとしたが、黄門は衣服をボロボロにしながら曹操の下へ逃げ込んだ。黄門は楊沛の仕打ちを訴えたが、曹操は「殺されなかっただけ幸運だと思え」と言った。これにより楊沛の評判は響き渡った。
関中平定の後、張既の後任として京兆の尹になった。
黄初年間（220年〜227年）は儒学の教養のある者が登用され、事務能力によって身を立てた楊沛は結局のところ議郎として町を散歩して暇を潰すだけだった。
何度か郡県の長を歴任したが、個人的利益は一切求めなかった。また、高位の人物に追従することもなかったので引退したときは家に余計な備蓄はなかった。家で病気の療養をした。官舎から小僧を借り、それ以外に召使はいなかった。のちに河南几陽亭にある荒田を買って小屋を建て、その中で寝起きした。妻子は寒さと飢えに苦しんだ。楊沛は病気で亡くなり、郷里の親友や故吏、領民たちが葬式をあげた。

## 逸話
新鄭の長をしていた際、楊沛はある人から「八月一日に曹公（曹操）がお越しになり、君に杖を渡して薬酒を飲ませてくださるだろう」と告げられる夢を見た。これを夢占いの周宣に占わせたところ、周宣は「杖は弱者を立たせるもの、薬は人の病を治すもの。八月一日になればきっと賊徒どもは必ず滅ぼしつくされるでしょう」と答えた。その時になると実際に賊徒らは敗れ去った。